# Царевци (Варненская область)
Царевци (болг. Царевци) — село в Болгарии. Находится в Варненской области, входит в общину Аврен. Население составляет 814 человек.

## Политическая ситуация
В местном кметстве Царевци, в состав которого входит Царевци, должность кмета (старосты) исполняет Младен Емануилов Манолов (Граждане за европейское развитие Болгарии (ГЕРБ)) по результатам выборов правления кметства.
Кмет (мэр) общины Аврен — Красимир Христов Тодоров (коалиция в составе 2 партий: Национальное движение «Симеон Второй» (НДСВ), Болгарская социал-демократия (БСД)) по результатам выборов в правление общины.